# Franz Fortunat von Isselbach

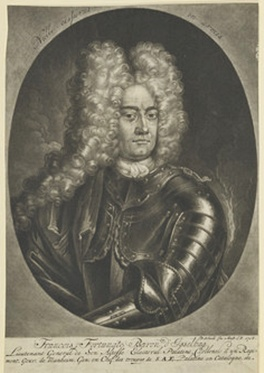
Franz Fortunat von Isselbach, gestochen von Peter Schenk dem Älteren

Franz Fortunat Freiherr von Isselbach (* 13. Februar 1663; † 19. August 1734 in Mannheim) war ein Generalfeldzeugmeister der kurpfälzischen und der Kaiserlichen Armee.

## Leben
Über seine Herkunft und sein Leben ist wenig bekannt. Als Oberstleutnant im Herbersteinschen Regiment nahm ihn Kaiser Leopold I. am 19. November 1698, unter Berufung auf den angeblich althergebrachten Freiherrenstand, in diese Adelsklasse auf. Im Dreißigjährigen Krieg tritt ein Georg Friedrich von Isselbach als Hofrat in bayerischen Diensten auf, bei dem es sich vermutlich um seinen Vorfahren handelt.
Am 8. Oktober 1704 avancierte Franz Fortunat von Isselbach zum kaiserlichen Generalfeldwachtmeister, dann zum kurpfälzischen Generalleutnant. Im Spanischen Erbfolgekrieg focht er unter Prinz Eugen von Savoyen auf dem italienischen Kriegsschauplatz, wobei er sich im September 1706, in der Schlacht bei Turin hervortat und im November des Jahres die belagerte Stadt Tortona einnahm. In diesem Krieg wurde er Feldmarschallleutnant. 1706–1714 amtierte Isselbach als Militärgouverneur von Heidelberg. Franz Fortunat von Isselbach erhielt am 19. August 1717 die Ernennung zum kaiserlichen, bald darauf auch zum kurpfälzischen Generalfeldzeugmeister sowie zum Gouverneur von Mannheim. Ab 1721 fungierte er als Oberbefehlshaber der Kurpfälzischen Armee.
Um 1714 erwarb Isselbach die Burg zu Bertoldsheim und ließ sie 1717–1730 durch den Baumeister Gabriel de Gabrieli zu einem repräsentativen Barockschloss umbauen, das bis heute existiert. Außerdem besaß er die Ortschaften Trugenhofen und Natterholz. Pachtweise gehörte ihm von 1728 bis 1733 auch der Dienheimer Hof in Bad Kreuznach.
General von Isselbach starb am 19. August 1734 zu Mannheim; der zeitgenössische Nachruf von Michael Ranft bezeichnet ihn als den „vornehmsten General in kurpfälzischen Diensten“. Sein Grab mit Epitaph befand sich in der nicht mehr existenten Kapuzinerkirche Mannheim, die Epitaphinschrift wird im „Thesaurus Palatinus“ des Johann Franz Capellini von Wickenburg überliefert.